# تشنج صرعي
التشنجات الصرعية، هي إحدى الاضطرابات الصرعية غير الشائعة أو النادرة التي تصيب الرضع والأطفال والبالغين. يُدعى هذا الاضطراب أيضًا باسم متلازمة ويست، نسبة إلى الطبيب الإنكليزي ويليام جيمس ويست (1793 – 1848)، الذي يُعد أول من وصف الاضطراب في مقال منشور له في مجلة ذا لانسيت في عام 1841. وصفت الحالة الأصلية ابنه، جيمس إدوين ويست (1840 – 1860). تشمل الأسماء الأخرى التي تُطلق على هذه الحالة «صرع الثني المعمم»، و«الاعتلال الدماغي الصرعي الطفلي»، و«اعتلال الدماغ الرمعي العضلي الطفلي»، و«اختلاجات الطي»، و«الرمع العضلي الجسيم» و«تشنجات السلام». يمكن استخدام مصطلح «التشنجات الطفلية» لوصف تظاهرات النوبة المحددة في المتلازمة، لكنه يُستخدم أيضًا كمرادف للمتلازمة نفسها. يمكن اعتبار متلازمة ويست في الاستخدام الحديث ثالوثًا مكونًا من التشنجات الطفلية، ونمط «إي إي جي» المميز للمرض (الذي يُدعى اضطراب النظم المترافع) والتقهقر النمائي – على الرغم من استلزام التعريف الدولي لعنصرين فقط من هذه العناصر الثلاثة.
ترتبط المتلازمة مع العمر، إذ تحدث بشكل عام بين الشهرين الثالث والثاني عشر، وتظهر عمومًا في غضون الشهر الخامس. يوجد عدد من الأسباب المختلفة. غالبًا ما تحدث المتلازمة نتيجة خلل وظيفي دماغي عضوي، إذ قد يعود أصله إلى الفترة السابقة للولادة، أو الفترة المحيطة بالولادة (أي أثناء الولادة) أو بعد الولادة.

## العلامات والأعراض
تُقسم النوبات الصرعية الملاحظة لدى الرضع المصابين بمتلازمة ويست إلى ثلاث فئات، تُعرف مجتمعة باسم التشنجات الطفلية. نموذجيًا، يظهر الثالوث التالي لأنواع الهجمات؛ على الرغم من ظهور الأنواع الثلاثة بشكل متزامن في غالبية الحالات، قد يحدث كل منها بشكل مستقل عن بعضها البعض:
- هجمات الصاعقة: اختلاجات الرمع العضلي الشديدة المفاجئة في كامل الجسم أو عدة أجزاء من الجسم خلال ثواني متفرقة، مع انثناء الساقين على وجه التحديد (تكون الاختلاجات العضلية المثنية أشد عمومًا من الاختلاجات الباسطة).
- هجمات الإيماء: اختلاجات العضلات المثنية للحلق والرقبة، إذ يحدث خلالها ارتعاش الذقن نحو الصدر بشكل غير منتظم أو سحب الرأس نحو الداخل.
- هجمات الطي أو السلام: تشنجات مثنية مع الثني السريع للرأس والجذع نحو الأمام، ويتزامن هذا مع رفع الذراعين وثنيهما أثناء سحب اليدين جزئيًا أمام الصدر و / أو التلويح بهما. عند تخيل المرء لهذا الفعل بالحركة البطيئة، يبدو مشابهًا لتحية المسلمين الشعائرية (السلام)، التي اشتُق اسم هذا النوع من الهجمات عنها.